# Говоруха-Отрок, Юрий Николаевич
Юрий Николаевич Говорухо-Отрок (25 января [6 февраля] 1851, с. Таврово, Курская губерния — 27 июля [8 августа] 1896, Москва) — русский писатель и публицист, литературный критик.

## Биография
Родился в дворянской семье, ведущей своё происхождение от запорожских казаков 25 января 1851 (по другим данным 29 января 1850). Детство его прошло в имении отца. После смерти отца Юрий переехал в Харьков, поступил там во вторую гимназию. Учась в гимназии, Говорухо-Отрок находился под влиянием революционной публицистики, идей Чернышевского, Писарева, Добролюбова и других. Окончив пять классов гимназии, он жил частными уроками и готовился к экзаменам в Императорский Харьковский университет. В 18 лет женился на 16-летней дочери уездного врача Софье Фёдоровне Поповой, которая также как и он увлекалась театром, литературой и революционными идеями. Говорухо-Отрок не умел вести хозяйство и вскоре впал в бедственное материальное положение, однажды даже думал стать актёром, и при содействии своего дальнего родственника актёра Стружкина вступил в странствующую труппу, сыграв в нескольких спектаклях в провинции.
В апреле 1874 года Говорухо-Отрок познакомился с одним из инициаторов «хождения в народ» Коваликом и некоторыми другими вольнодумцами. Он вступил в революционный кружок, посетил три сходки, но вскоре вышел из кружка и не стал заниматься революционной деятельностью. В декабре этого же года он поехал в Петербург, где познакомился с Н. К. Михайловским, но 18 декабря был там арестован и посажен в Петропавловскую крепость. В 1877 году его осудили по «[[Дело о пропаганде в Империи|Делу о пропаганде в Империи (Процесс ста девяноста трёх)]]» и приговорили к ссылке в Тобольскую губернию на год и три месяца. Но ему был учтён срок, который он уже отсидел в тюрьме, и в мае 1878 его выпустили на свободу.
Несколько месяцев Говорухо-Отрок прожил в Петербурге, при помощи Михайловского анонимно печатался в «Отечественных записках». Затем выслан в Харьков, работал там помощником библиотекаря Харьковского университета и в газете «Харьков». В сентябре 1879 к нему приезжал Желябов. В 1880-х годах его проза печаталась петербургскими журналами «Слово» и «Вестник Европы», и в харьковском журнале «Мир». К тому времени Говоруха-Отрок пересмотрел свой взгляд на жизнь, и в его произведениях встречалась критика народовольческого движения. В 1881 году он стал сотрудником харьковской газеты «Южный край», найдя себя в публицистике и литературной критике. В то время на него большое влияние оказали труды Аполлона Григорьева.
Рассказы «Fatum» и «Развязка» вызвали резкую реакцию Михайловского, который назвал их героев «гамлетизированными поросятами», а позднее написал памфлет «Карьера Оладушкина», где одним из прототипов героя-ренегата должен был служить Говоруха-Отрок.
В 1889 году Говоруха-Отрок был замечен московскими издателями, и был приглашён литературным обозревателем в «Московские ведомости». Там он познакомился с выдающимися консервативными литераторами — Н. Н. Страховым, К. Н. Леонтьевым, Л. А. Тихомировым, П. Е. Астафьевым, В. В. Розановым и другими. К этому периоду Говоруха-Отрок окончательно отошёл от идей «шестидесятников», которых он называл «не отпетыми мертвецами». Лев Тихомиров охарактеризовал его как православного до мозга костей, убеждённого, искреннего монархиста. Он не был славянофилом, но в то же время выступал с опровержениями критики славянофилов, проводимой либеральными публицистами во главе с Владимиром Соловьёвым. Главной заслугой славянофилов он считал выявление значения православия для России.
Большое признание Говоруха-Отрок получил как литературный критик. Его выдающееся дарование на этом поприще отмечали Василий Розанов, Николай Страхов, Лев Тихомиров. В 1890 годах он печатался в «Русском обозрении» и «Русском вестнике».
Скончался в с. Разумовском, под Москвой, от кровоизлияния в мозг. На его кончину откликнулись практически все крупные периодические издания: «Новое время», «Русский вестник», «Русское слово», «Русские ведомости» и многие другие, а также некоторые зарубежные — «Figaro», «La Verité». Похоронен в Москве в Скорбященском женском монастыре.Через два года по подписке друзей и почитателей его таланта были собраны деньги на установку памятника на его могиле. Рисунок памятника был выполнен другом Говорухи-Отрока, известным художником Виктором Михайловичем Васнецовым, а сам памятник выполнен в мастерской Василия Ивановича Орлова. Могила утеряна.

## Сочинения
- Последнее произведение графа Л. Н. Толстого: Критический этюд. — М., 1890.
- Очерки современной беллетристики. В. Г. Короленко: Критический этюд. — М., 1893.
- Тургенев : Крит. этюд / [Соч.] Ю. Николаева [псевд.]. — Москва: Унив. тип., 1894. — 263 с.
- Заметки о прогрессе и цивилизации. — М., 1897.
- Во что веровали русские писатели? : литературная критика и религиозно-философская публицистика. / Подгот.: А. П. Дмитриев, Е. В. Иванова; [вступ. ст. Е. Ивановой] ; Ин-т мировой лит. РАН, Ин-т русской лит. (Пушкинский дом) РАН. — Санкт-Петербург : Росток, 2012. — Т. 1. — 893 с. ISBN 978-5-94668-093-6 — Т. 2. — 1085 с. ISBN 978-5-94668-092-9
- Не бойся быть православным, или Русско-православная идея. — Институт русской цивилизации, 2015. — 768 с. ISBN 978-5-4261-0085-5